# Castlequest
Castlequest, ou Castle Excellent (キャッスルエクセレント) au Japon, est un jeu vidéo de plates-formes et de réflexion développé par ASCII Entertainment et édité par Nexoft sur NES et MSX. Il est sorti au Japon le 28 novembre 1986 et en Amérique du Nord en 1989. Il fait suite au jeu The Castle sorti sur ordinateur au Japon,.

## Synopsis et Système de jeu
Dans un monde imaginaire, la jeune princesse Margarita a été enlevée par Mad Mizer, le Seigneur Noir du château de Groken (Groken Castle), situé dans les Montagnes interdites. Le Prince Rafael part à sa rescousse.
Le jeu se déroule entièrement dans le château. Pour progresser Rafael doit collecter des clés dans les dédales du château de Groken qui contient 100 pièces arrangées selon carré 10x10 de côté.